# Programa de Admisión de Refugiados de los Estados Unidos
El Programa de Admisiones de Refugiado de Estados Unidos (en inglés United States Refugee Admissions Program, USRAP) es un consorcio de agencias federales y organizaciones no gubernamentales que trabajan juntas, tanto en el extranjero como en territorio nacional, para identificar y admitir refugiados cualificados para su traslado a los Estados Unidos. Como programa, el USRAP es responsable de algunos de los esfuerzos humanitarios que los Estados Unidos emprende. Cada año se les da la bienvenida a miles de refugiados a los Estados Unidos y se les da la oportunidad de construir una vida mejor.

## Misión
El Servicio de Ciudadanía e Inmigración de los Estados Unidos (USCIS) dice oficialmente que la misión del USRAP "ofrecer oportunidades de traslado a los Estados Unidos a personas en el extranjero que son de especial preocupación humanitaria, a la vez protegiendo la seguridad nacional y combatiendo el fraude."

## Objetivos
Los objetivos del USRAP son los siguientes:
- Conseguir un hogar para los refugiados, asegurando el que los refugiados aprobados estén patrocinados y se les ofrezca la asistencia apropiada a su llegada a los EE. UU.
- Cubrir las necesidades básicas de los refugiados y proveerles con una serie de servicios clave durante el período inicial de traslado a los EE. UU.
- Promover la autosuficiencia del refugiado a través de su empleo tan pronto como sea posible tras su llegada en los EE. UU. en coordinación con otros servicios de refugiados y programas de asistencia.

## Historia
Según el Departamento de Estado de los EE. UU., el refugiado de programa de traslado de refugiados está basado en las aspiraciones de los Estados Unidos, es decir, compasión, generosidad, y liderazgo. Desde 1975, más de 3 millones de refugiados de todo el mundo han sido bienvenidos a a los Estados Unidos.